# Іґнаци Ґадомський
Іґнаци Ґадомський гербу Роля (пол. Ignacy Gadomski; бл. 1640 — перед 1691) — польський шляхтич, урядник. Мав посади регента земського та ґродського варшавського, войського та підстарости варшавського (1671). Ян Александер Конецпольський передав йому в оренду «Тернопільський ключ» та інші свої маєтки взамін за позичені 100000 злотих для того, щоб повернути борг Яна Замойського батькові дружини Ельжбети Фебронії Жевуської.